# إرنست سكوت
إرنست سكوت (بالإنجليزية: Ernest Scott)‏ (و. 1982  م) هو لاعب كرة سلة من الولايات المتحدة، وأنتيغوا وباربودا، ولد في ماريتا، مركز لعبه هو لاعب هجوم صغير الجسم.

## روابط خارجية
- إرنست سكوت على موقع الاتحاد الدولي لكرة السلة (الإنجليزية)
- إرنست سكوت على موقع الدوري الإسباني لكرة السلة (الإسبانية)
- إرنست سكوت على موقع كرة السلة الأوروبية.كوم (الإنجليزية)
- إرنست سكوت على موقع ريلجم (الإنجليزية)
- إرنست سكوت على موقع بروبوليرز (الإنجليزية)
- إرنست سكوت على موقع سبورتس رفرنس (الإنجليزية)
- إرنست سكوت على موقع سبورتس رفرنس (الإنجليزية)